# Macrocerca trigonalifera
Macrocerca trigonalifera är en kackerlacksart som beskrevs av Roth, L. M. 1993. Macrocerca trigonalifera ingår i släktet Macrocerca och familjen storkackerlackor. Inga underarter finns listade i Catalogue of Life.